# Kickxia pseudoscoparia
Kickxia pseudoscoparia är en grobladsväxtart som beskrevs av V.W. Smith och D.A. Sutton. Kickxia pseudoscoparia ingår i släktet spjutsporrar, och familjen grobladsväxter. Inga underarter finns listade i Catalogue of Life.